# Communauté de communes des Deux Vallées (Oise)
Die Communauté de communes des Deux Vallées ist ein französischer Gemeindeverband mit der Rechtsform einer Communauté de communes im Département Oise in der Region Hauts-de-France. Sie wurde am 21. Dezember 1995 gegründet und umfasst 16 Gemeinden. Der Verwaltungssitz befindet sich im Ort Thourotte.

## Mitgliedsgemeinden
| Gemeinde                                | Einwohner 1. Januar 2022 | Fläche km² | Dichte Einw./km² | Code INSEE | Postleitzahl |
| --------------------------------------- | ------------------------ | ---------- | ---------------- | ---------- | ------------ |
| Bailly                                  | 605                      | 4,26       | 142              | 60043      | 60170        |
| Cambronne-lès-Ribécourt                 | 1.875                    | 6,93       | 271              | 60119      | 60170        |
| Chevincourt                             | 782                      | 8,16       | 96               | 60147      | 60150        |
| Chiry-Ourscamp                          | 1.109                    | 13,25      | 84               | 60150      | 60138        |
| Le Plessis-Brion                        | 1.307                    | 7,47       | 175              | 60501      | 60150        |
| Longueil-Annel                          | 2.595                    | 5,94       | 437              | 60368      | 60150        |
| Machemont                               | 808                      | 6,33       | 128              | 60373      | 60150        |
| Marest-sur-Matz                         | 377                      | 3,25       | 116              | 60378      | 60490        |
| Mélicocq                                | 791                      | 6,53       | 121              | 60392      | 60150        |
| Montmacq                                | 1.159                    | 7,25       | 160              | 60423      | 60150        |
| Pimprez                                 | 851                      | 9,49       | 90               | 60492      | 60170        |
| Ribécourt-Dreslincourt                  | 3.809                    | 12,98      | 293              | 60537      | 60170        |
| Saint-Léger-aux-Bois                    | 743                      | 8,30       | 90               | 60582      | 60170        |
| Thourotte                               | 4.460                    | 4,38       | 1.018            | 60636      | 60150        |
| Tracy-le-Val                            | 1.041                    | 4,69       | 222              | 60642      | 60170        |
| Vandélicourt                            | 257                      | 4,67       | 55               | 60654      | 60490        |
| Communauté de communes des Deux Vallées | 22.569                   | 113,88     | 198              | –          | –            |